# Bạc perchlorat
Bạc perchlorat là một hợp chất vô cơ có thành phần chính gồm ba nguyên tố: bạc, chlor và oxy, với công thức hóa học được quy định là AgClO4. Hợp chất này tồn tại dưới dạng một rắn màu trắng này tạo thành một monohydrat khá nhẹ. Hợp chất này là nguồn hữu ích của ion Ag+, mặc dù sự xuất hiện của perchlorat gây nguy hiểm. Hợp chất này cũng được sử dụng làm chất xúc tác trong hóa học hữu cơ.

## Sản xuất
Bạc perchlorat được tạo ra bằng cách nung một hỗn hợp của acid perchloric với bạc nitrat. Ngoài ra, nó có thể được điều chế bởi phản ứng giữa bari perchlorat và bạc sunfat, hoặc từ phản ứng của acid perchloric với bạc oxide.

## Độ hòa tan
Độ hòa tan của bạc perchlorat khác biệt trong các dung môi khác nhau, như trong các dung môi thơm như benzen (52,8 g/L) và toluen (1010 g/L). Trong các dung môi này, cation bạc liên kết với aren, như đã được chứng minh bằng các nghiên cứu tinh thể học rộng lớn trên tinh thể thu được từ các dung dịch tương tự.  Bạc perchlorat cũng hòa tan đáng kinh ngạc trong nước, lên tới 500 g/100 mL nước.

## Hợp chất khác
AgClO4 còn tạo một số hợp chất với NH3, như AgClO4·2NH3 là tinh thể hình thoi không màu.